# Fritz Lichtenauer
Fritz Lichtenauer (* 9. Juli 1946 in Vichtenstein) ist ein österreichischer Journalist, Publizist, Schriftsteller und Grafiker.

## Leben und Wirken
Lichtenauer war von 1962 bis 2006 im oberösterreichischen Landesdienst tätig und redigierte von 1975 bis 2005 die Literaturzeitschrift Die Rampe und den Oberösterreichischen Kulturbericht. Der Künstler lebt in Linz und veröffentlicht seit 1968 literarische Werke. Der Künstler ist Mitglied der Grazer Autorinnen Autorenversammlung und seit 1972 der Künstlervereinigung MAERZ.

## Literarische Werke (Auswahl)
Der Autor kann auf Beiträge in Literaturzeitschriften Anthologien, Katalogen und im Rundfunk verweisen:
neue Texte, Zeitschrift, Heimrad Bäcker (Hrsg.)
- text und linie, in: neue Texte, Linz, 1978
- Buchstäblich, Ein Werkheft, in: neue texte 42, Linz, 1991

Facetten, Literarisches Jahrbuch der Stadt Linz
- lineamente, Sonderdruck, 1986
- See, 2012

Blattwerk, Linz
- pattern, mit literarischen Beigaben von Ronald Pohl, Linz, 1995
- Blattwerk, Sonderdruck zu Blatt 16 (alnus incana), Linz, 1996

Landstrich, eine Kulturzeitschrift
- Heimat, ein Filmmonolog, in: Landstrich 19: Heimat zwei, Brunnenthal, 2003
- Nachbarschaftsquiz (mit Thilde Lichtenauer), in: Landstrich 20: An Grenzen, Brunnenthal, 2004
- Melancholie, in: Landstrich 21: Stellenweise, Brunnenthal, 2005
- Auf der Suche nach Adalbert Stifters Feldblumen, ein Hörstück, in: Landstrich 26, Suchen  Brunnenthal, 2011
- Das Massaker der Unschuldigen oder Die Rubens-Oma, eine wahre Geschichte, in: Landstrich 28: Alles nicht wahr!  Brunnenthal, 2012

Bibliothek der Provinz
- Avantgarden z. B., Weitra, 2004, ISBN 978-3-902414-16-8
- do schausd/midde aung, Dialektgedichte, publication PN01, Lyrik, Weitra, 1989
- Einschicht, Weitra, 1990, ISBN 978-3-900878-39-9
- sogi sogi, Dialektgedichte, publication PN01, Lyrik, Weitra, 1991
- bleangazn/blingazn, Dialektgedichte, publication PN01, Lyrik, Weitra, 1993, ISBN 978-3-85252-000-1
- Ali auf der Alm, Kinderbuch, illustriert von Angelika Kaufmann, Weitra, 1995, ISBN 978-3-85252-070-4
- Sebastians Bösendorfer, Kinderbuch, illustriert von Angelika Kaufmann, Weitra, 1995, ISBN 978-3-85252-021-6
- a longs und a broads, Dialektgedichte, Weitra, 2000, ISBN 978-3-85252-265-4
- Textbilder, Zeichnungen, Fotografien, Werkkatalog mit einem Vorwort von Thomas Eder, Weitra, 2004, ISBN 978-3-85252-623-2
- Wenn ich nachts nicht schlafen kann, fange ich zu reimen an, Lyrik, Weitra, 2004, ISBN 978-3-85252-572-3
- drawi drawi, Lamentos, Tiraden, Dialoge, Gedichte, Weitra 2016, ISBN 978-3-99028-541-1

Künstlerbuch
- Wortreihen, Künstlerbuch mit CD, Sulzbach, 2004
- ohne große Worte, Künstlerbuch, Sulzbach, 2009
- randlos flimmert, Splitter, Text, Blöcke, Künstlerbuch, Sulzbach, 2011
- wie eben einer, Textsplitter, Textblöcke, Sequenzen, CD, Künstlerbuch Sulzbach, 2012

Verlag Ueberreuter, Wien
- Sprechen Sie Oberösterreichisch? Ein Sprachführer für Einheimische und Zugereiste, Wien, 2003
- Mit Natalia Segen: Darüber lacht Oberösterreich, Witze, Anekdoten, Kurioses, Wien, 2006
- Oberösterreich in Rätseln, Prosa, Wien, 2007, 80 S.

Hörspiele
- Abendstille, Hörspiel, Ö1, ORF, 1983
- Aufgewachsen in ..., Hörspiel, München, 1990
- Herbergsuche, Kurzhörspiel, ORF Radio Oberösterreich, ORF, 2003
- Hefeteig muss sich verdoppeln (Sauerteig vereineinhalbfachen), Hörtext, Ö1, ORF, 2004

Petra Maria Dallinger (Hrsg.), Edition philosophisch-literarische Reihe, Linz
- Auf der Suche nach Adalbert Stifters Feldblumen, Kurzhörspiel, ORF, 2005

Sonstige
- Wosden, wosden, Dialektgedichte, Passau, 1984
- Der Eingang ist der Ausgang, Linz, 1990
- X, eine Serie, Karton, Wien, in: Herbstpresse, Wien 1993
- Einmal Südsee und zurück, Prosa, in: Poetik der Kindheitslektüre, Eine Erinnerung, Linz, 2000
- als ob es die frau wäre, in: Ludwig Laher (Hrsg.): Oberösterreich, Europa erlesen, Klagenfurt am Wörthersee, 2004
- Kritzi Kratzi, Anthologie gegenwärtiger visueller Poesie, Sammelband, Wien, 1993
- Grenzüberscheidungen, Poesie, Visuell, Interkulturell, Wien, 2006

Beiträge im Oberösterreichischen Kulturbericht
- Innviertler Volkskundehaus großzügig erweitert, Jg. 31, 1977, F. 25
- Schloss Sierning ein neues Kulturzentrum, Jg. 31, 1977, F. 25
- Kultur im ländlichen Raum am Beispiel der Kulturgemeinschaft Medio in Kronstorf, Jg. 38, 1984, F. 5
- Kultur im Kaiserwirtshaus. Verein Roßmarkt in Grieskirchen, Jg. 38, 1984, F. 6
- Kunstankäufe des Landes Oberösterreich im Schloss Parz, Jg. 38, 1984, F. 15
- Prof. Wilhelm Formann gestorben, Jg. 38, 1984, F. 26
- Hermann Schürrer gestorben, Jg. 40, 1986, F. 26
- Erna Weidenholzer und die Galerie Weiden, Jg. 42, 1988, F 19
- Prof. Erich Buchegger gestorben, Jg. 42, 1988, F. 21
- Gehe ich nach Hause, ist es mein Tod, zum Gedenken an Thomas Bernhard, Jg. 43, 1989, F. 5
- Institut für Ethnodesign in Steyr, Jg. 43, 1989, F. 25
- Kleinverlage – ein wichtiger literarischer Faktor. Zum Beispiel die Edition Thanhäuser, Jg. 45, 1991, F. 5
- Innere Verwandtschaft zu Kubin, Zum 100. Geburtstag von Emmy Haesele, Jg. 48, 1994, F. 2
- Theater! Jaja, das Theater. Alles nur Theater  Uraufführung von Christoph Ransmayrs Stück Der Unsichtbare in Salzburg, Jg. 55, 2001, F. 9, S. 13.
- Kunst aktiv. 5 Jahre OK Centrum für Gegenwartskunst – neu, Jg. 57, 2003, F. 2, S. 2–3.
- Lentos Kunstmuseum Linz eröffnet, Jg. 57, 2003, F. 6, S. 2–3.
- Abschied von Heimrad Bäcker, Jg. 57, 2003, F 6, S. 13.
- Echt Falsch,  Eine Linzer Veranstaltungsreihe. Ausstellungen, Konzerte, Filme, Theater, Symposien, Jg. 57, 2003, F. 10, S. 18.

Beiträge in den Oberösterreichischen Heimatblättern
- Mit Thilde Lichtenauer: Brotbacken am Bauernhof, Jg. 41, 1987, H. 1, S. 3–10
- Mit Thilde Lichtenauer: Rupert Niedermaier. Durch die Dolomiten zur Adria. Meine Urlaubsreise 1898, Jg. 53, 1999, H. 1/2, S. 3–20.

## Ausstellungen
Seine Ausstellungstätigkeit im In- und Ausland betrifft visuelle Poesie und konstruktive Kunst.
Ausstellungsbeteiligungen (Auswahl)
- Oberösterreichische Avantgarde, Neue Galerie der Stadt Linz, Linz, 1975
- Kunst aus Sprache, Museum des 20. Jahrhunderts, Wien, 1975
- Sprachen jenseits von Dichtung, Westfälischer Kunstverein, Münster, 1979
- Vom Aussehen der Wörter, Kunstmuseum Hannover, 1980
- Geometrische Abstraktionen, Stadtmuseum Nordico, Linz, 1989
- Blick durch Blick, Künstlerhaus Thurn und Taxis, Bregenz, 1993
- Visuelle Texte International, Galerie St. Johann, Saarbrücken, 1998
- Schöpfungszeiten – wie was zustande kommt, Landesgalerie Linz, 2000

Einzelausstellungen (Auswahl)
- Textbilder, Galerie März, Linz, 1980
- text und linie, Österreich Bibliothek, Pilsen, 1997
- Werkauswahl (1970–1997), Galerie März, Linz, 1998